# Tomasz Frankowski
Tomasz Frankowski (Białystok, Polonia, 16 de agosto de 1974) es un exfutbolista polaco que jugaba como delantero.Eurodiputado desde 2019.Tras su elección al Parlamento Europeo, es miembro de la Comisión de Cultura y Educación y de la Comisión de Transportes y Turismo.

## Carrera profesional
Tomasz Frankowski inició su carrera en el club Jagiellonia Białystok. Jugó su primer partido en la liga polaca de fútbol el 29 de agosto de 1992, contra Ruch Chorzów. No había podido encontrar el sitio en el primer equipo, pero fue valorado por los entrenadores del club francés RC Strasbourg y finalmente se marchó ahí, donde jugó desde 1993 hasta 1995. Empezó muy bien, pero se lesionó y tuvo que dejar el fútbol hasta que mejorara. Después se fue a Japón durante seis meses donde formó parte del equipo Nagoya Grampus Eight, pero volvió a Francia, primero a CEP Poitiers y más tarde a FC Martigues.
En 1998 regresó a Polonia, para jugar con el Wisła Kraków, donde en su primera temporada se proclamó el máximo goleador de la liga polaca. Gracias a ello fue convocado por el seleccionador polaco Janusz Wójcik para jugar su primer partido internacional con su país, contra la República Checa. Posteriormente, aunque haya jugado muy bien no tenía su sitio en la selección hasta 2004, cuando fue convocado por el seleccionador Paweł Janas.
En 2005 Frankowski se fue al Elche CF, un equipo de la Segunda División donde en 14 partidos marcó 9 goles, pero en enero de 2006 quiso ir a Inglaterra donde jugó en el Wolverhampton Wanderers. El 31 de agosto de 2006 fue cedido por un año al CD Tenerife, marcando su primer gol para este equipo en su segundo partido y tras 2000 minutos sin marcar goles oficiales.

## Principales éxitos
Racing Estrasburgo:
- Copa Intertoto de la UEFA (1): 1995

 Wisła Cracovia:
- 5 veces campeón de Polonia con el Visla de Cracovia (1998-1999); (2000-2001); (2002-2003); (2003-2004); (2004-2005)

- Copa de Polonia (2): 2002, 2003

- Supercopa polaca de fútbol (1): 2001

- Copa de la liga de Polonia (1): 2001

- 3 veces el título de máximo goleador de la liga polaca de fútbol (1999, 2001, 2005)

 Jagiellonia Białystok:
- Copa de Polonia (1): 2010

- Supercopa polaca de fútbol (1): 2010

- 1 vez el título de máximo goleador de la liga polaca de fútbol (2011)